# National Cryptologic Museum

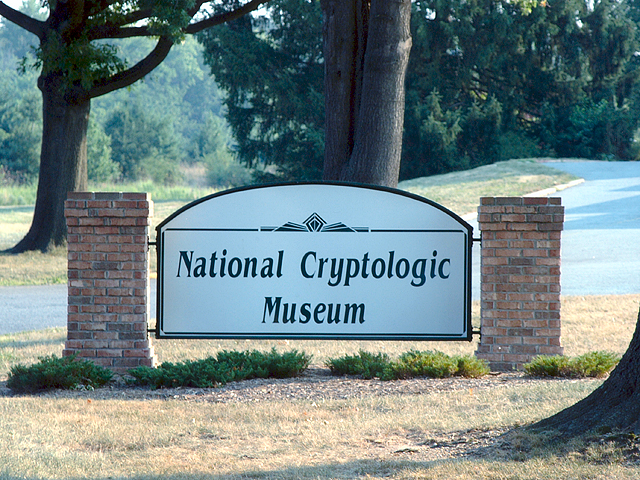
Einfahrt zum Nationalen Kryptologischen Museum

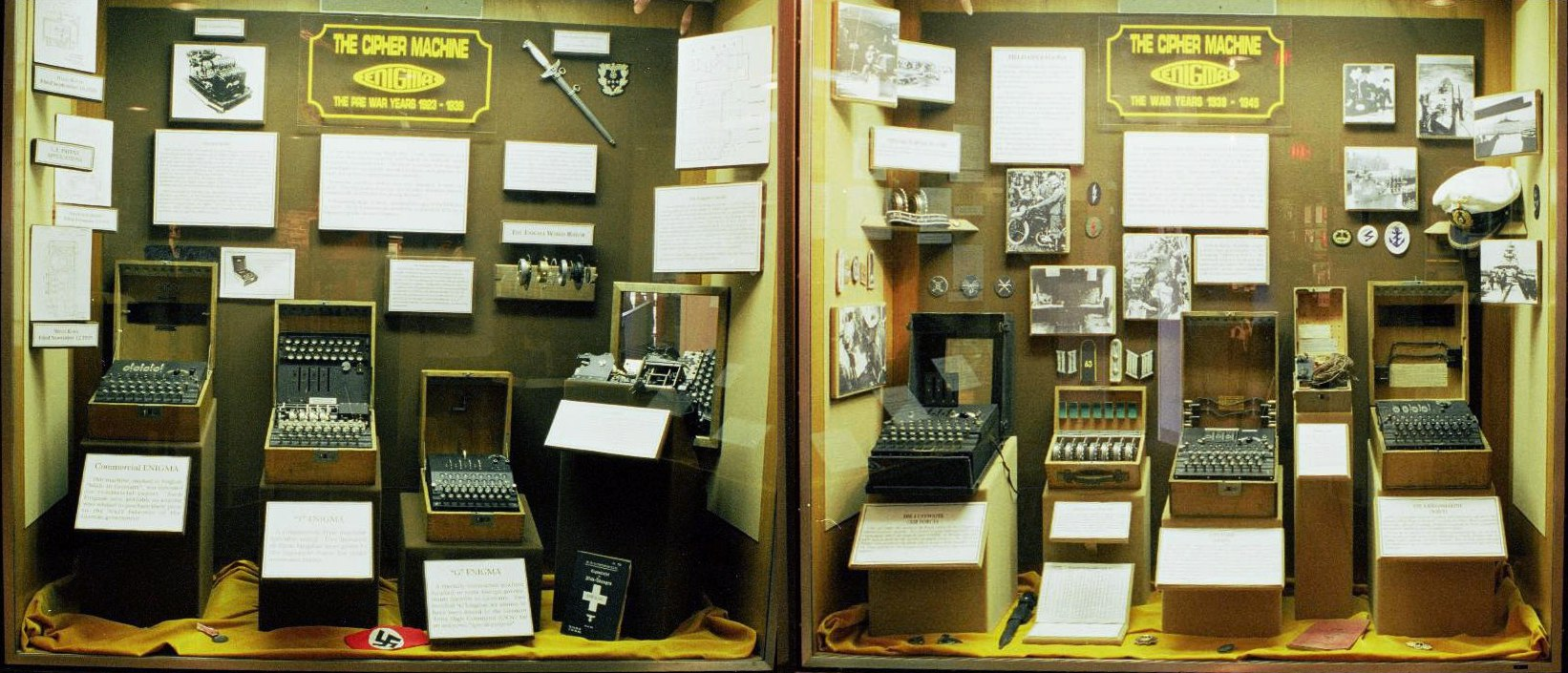
Enigma-Varianten

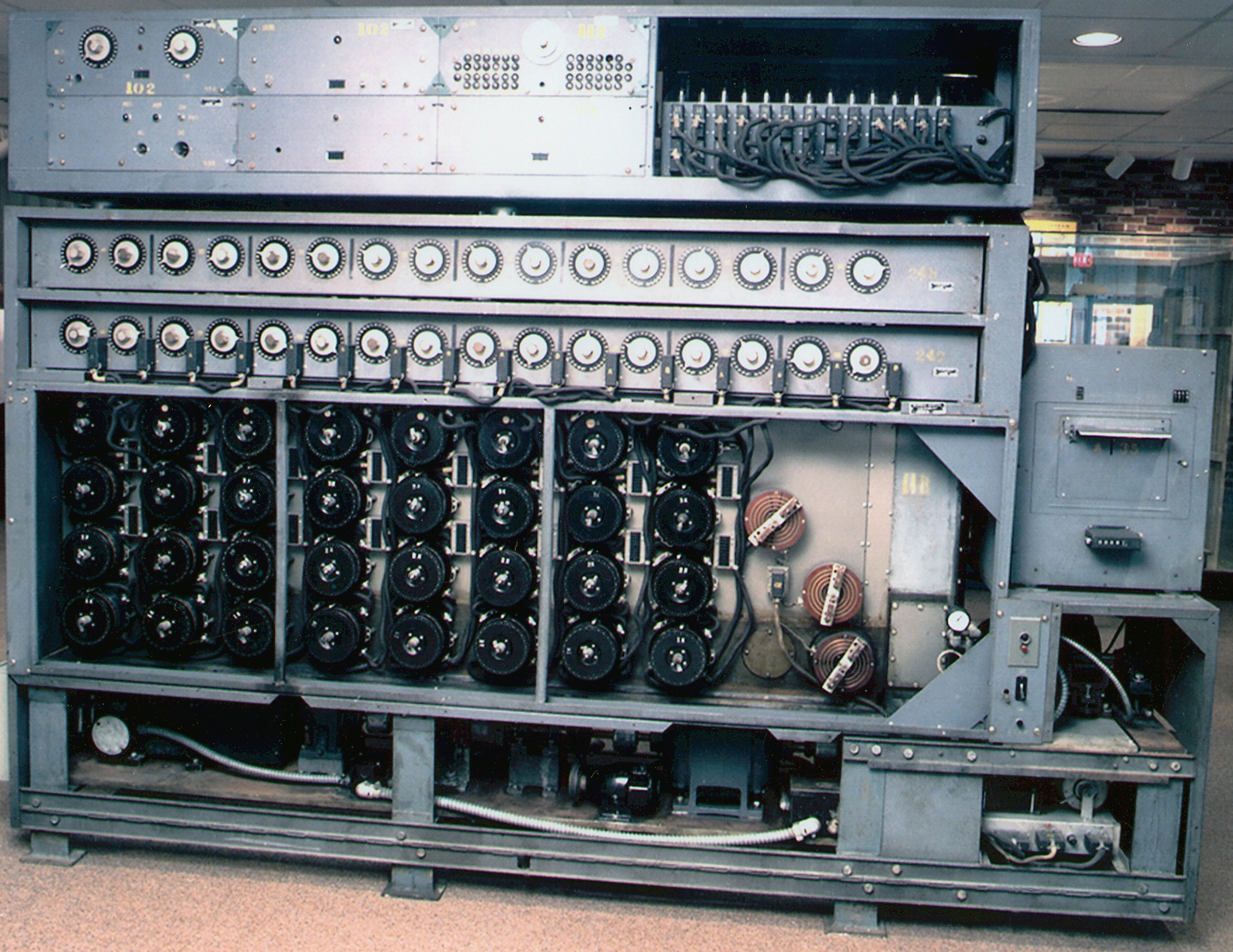
Die Desch-Bombe

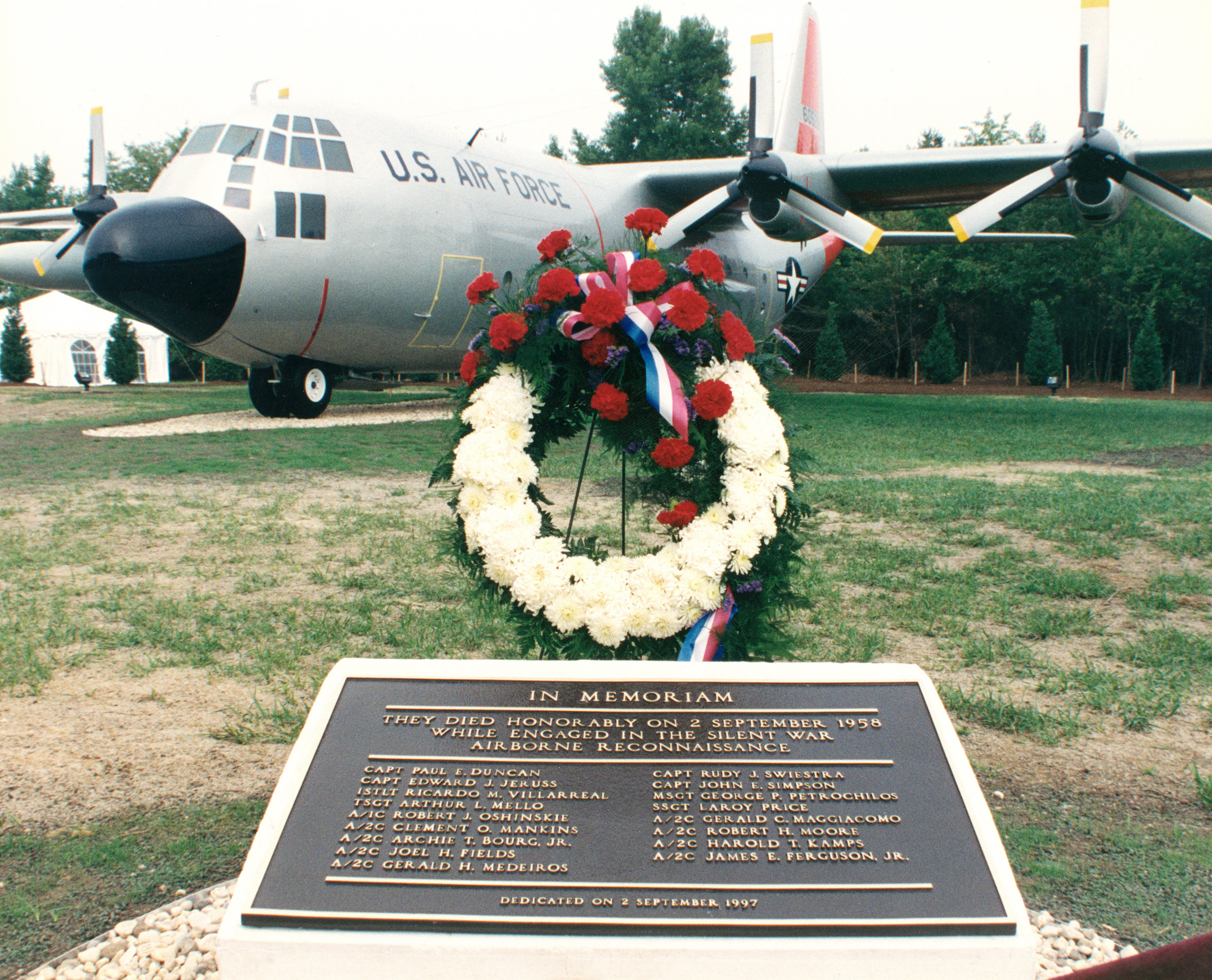
National Vigilance Park

Das National Cryptologic Museum (kurz: NCM; deutsch Nationales Kryptologisches Museum) der USA befasst sich mit der Geschichte der Kryptographie und der Kryptanalyse. Es wurde am 16. Dezember 1993 der Öffentlichkeit zugänglich gemacht und befindet sich im Fort Meade, einer Einrichtung der US-Streitkräfte im Bundesstaat Maryland. Das Nationale Kryptologische Museum ist der Nationalen Sicherheitsbehörde der USA, der National Security Agency (NSA), angegliedert, die in unmittelbarer räumlicher Nähe liegt.
Das Museum hat jährlich etwa 50.000 Besucher aus aller Welt und veranstaltet Führungen für Kinder und Jugendliche, wobei die Bedeutung der Kryptologie auf den Verlauf der Geschichte besonders betont wird und auch auf die beruflichen Möglichkeiten in diesem Betätigungsfeld hingewiesen wird. Das Museum und ein angegliederter Freiland-Ausstellungspark, der National Vigilance Park, in dem beispielsweise Spionage-Flugzeuge aus dem Kalten Krieg zu sehen sind, ist bei freiem Eintritt für die Öffentlichkeit zugänglich.

## Ausstellungen
Die umfangreiche Sammlung des Museums umfasst tausende Ausstellungsstücke der Kryptographiegeschichte. Darunter sind auch einige Exemplare der Rotor-Schlüsselmaschine Enigma, die im Zweiten Weltkrieg im Nachrichtenverkehr des deutschen Militärs verwendet wurde, und die durch alliierte Codeknacker erfolgreich entziffert werden konnte. Hierzu wurde eine elektromechanische Entzifferungsmaschine, genannt die Turing-Bombe, benutzt die vom englischen Mathematiker Alan Turing im englischen Bletchley Park ersonnen und durch seinen Kollegen Gordon Welchman weiter verfeinert wurde.
Amerikanische Ingenieure und Kryptoanalytiker konnten unter Federführung von Joseph Desch im United States Naval Computing Machine Laboratory die Turing-Bombe weiter verbessern und deren Geschwindigkeit wesentlich erhöhen. Das Foto zeigt die amerikanische Hochgeschwindigkeits-Version der Turing-Bombe (intern als „Desch-Bombe“ bezeichnet), die mit bis zu 2000 Umdrehungen pro Minute mehr als die fünfzehnfache Geschwindigkeit ihres britischen Vorbilds erreichte und speziell gegen die Vierwalzen-Enigma der deutschen Kriegsmarine gerichtet war.
Ein weiterer Ausstellungsschwerpunkt des Museums ist naturgemäß die Geschichte der amerikanischen Kryptologie. Zunächst als Art „Privatmuseum“ der NSA gestartet, wurden in der Anfangszeit kryptographische Exponate der NSA für deren Mitarbeiter ausgestellt. Inzwischen ist diese Sammlung zu einem einzigartigen Zeugnis der amerikanischen Geschichte auf den beiden Gebieten Kryptographie und Kryptanalyse angewachsen, wobei ein besonderer Schwerpunkt auf den herausragenden amerikanischen Persönlichkeiten der Kryptologiegeschichte liegt, wie beispielsweise dem als „Vater der amerikanischen Kryptologie“ (engl.: „Father of American cryptology“) verehrten William Friedman, um nur einen Namen aus der Hall of Honor (Ehrenhalle) der NSA zu nennen.